# Leuchtdichte
Die Leuchtdichte Lv (englisch luminance) liefert detaillierte Information über die Orts- und Richtungsabhängigkeit des von einer Lichtquelle abgegebenen Lichtstroms. Die Leuchtdichte einer Fläche bestimmt, mit welcher Flächenhelligkeit das Auge die Fläche wahrnimmt und hat daher von allen photometrischen Größen den unmittelbarsten Bezug zur optischen Sinneswahrnehmung.
Die Leuchtdichte beschreibt die Helligkeit von ausgedehnten, flächenhaften Lichtquellen; für die Beschreibung der Helligkeit von punktförmigen Lichtquellen ist die Lichtstärke besser geeignet.

## Definition

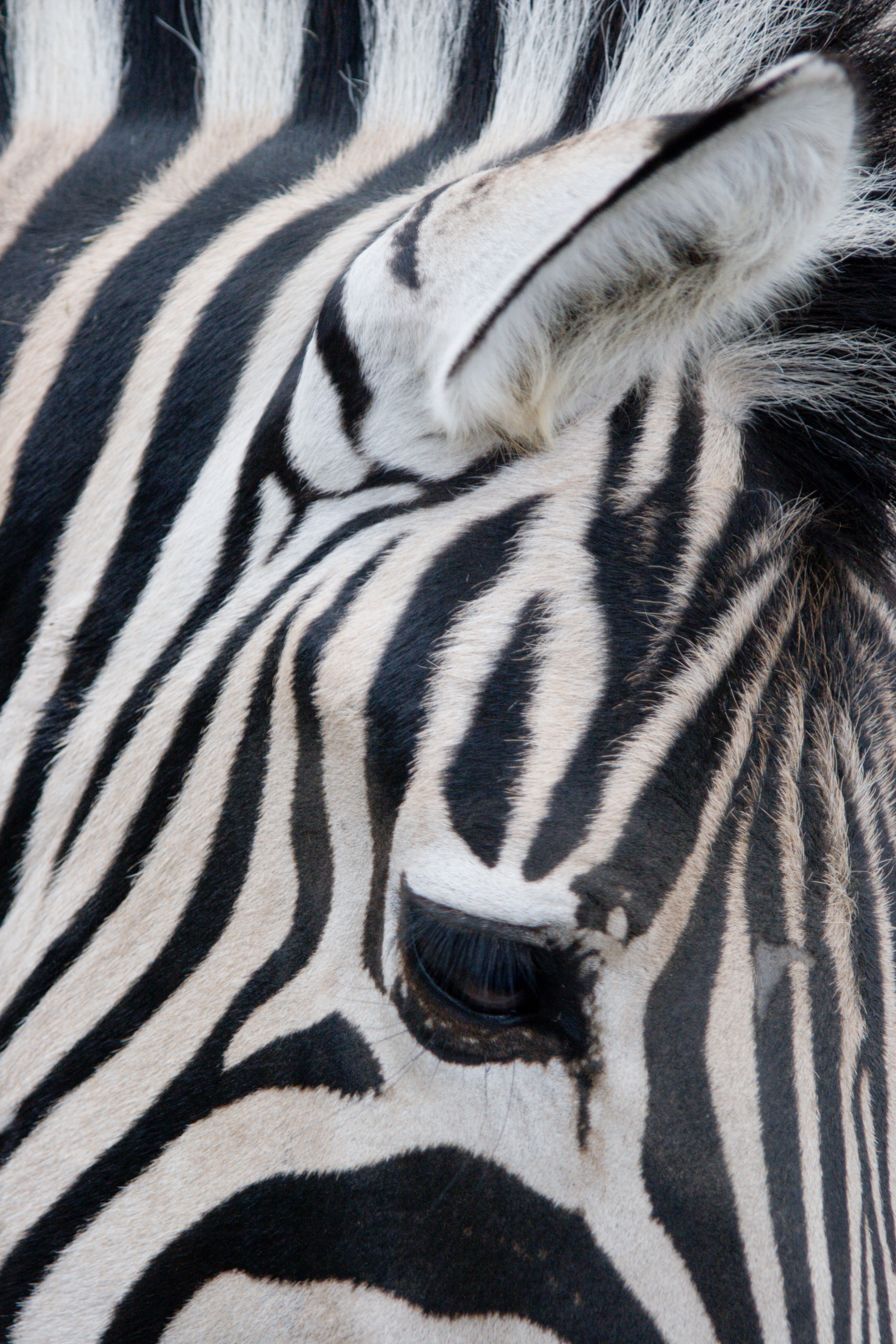
Die meisten Objekte geben von unterschiedlichen Stellen ihrer Oberfläche unterschiedlich viel Licht ab

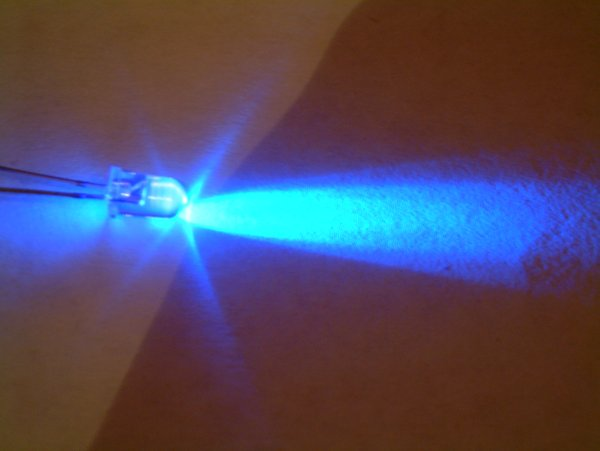
Die meisten Objekte geben in unterschiedliche Richtungen unterschiedlich viel Licht ab

Für den Helligkeitseindruck einer Lichtquelle sind neben dem ausgesandten Lichtstrom {\textstyle \Phi _{\mathrm {v} }}, gemessen in Lumen (lm), vor allem zwei weitere Größen maßgebend:
- die Fläche {\displaystyle A}, von der dieser Lichtstrom ausgeht. Eine kleine Fläche erscheint heller als eine große Fläche, die gleich viel Licht abstrahlt. Die entsprechende photometrische Größe ist die spezifische Lichtausstrahlung {\displaystyle M_{\mathrm {v} }=\Phi _{\mathrm {v} }/A}, gemessen in Lumen durch Quadratmeter (lm/m²). Bei nicht gleichmäßiger Ausstrahlung verwendet man den Lichtstrom pro Flächenelement: {\displaystyle M_{\mathrm {v} }=\mathrm {d} \Phi _{\mathrm {v} }/\mathrm {d} A}.
- der Raumwinkel {\displaystyle \Omega }, in den das Licht ausgestrahlt wird. Bei Bündelung in einen kleinen Raumwinkel erscheint die Lichtquelle heller. Die entsprechende photometrische Größe ist die Lichtstärke {\displaystyle I_{\mathrm {v} }=\Phi _{\mathrm {v} }/\Omega }, gemessen in Lumen durch Steradiant oder Candela (1 cd = 1 lm/sr). Bei nicht gleichmäßiger Ausstrahlung gilt entsprechend {\displaystyle I_{\mathrm {v} }=\mathrm {d} \Phi _{\mathrm {v} }/\mathrm {d} \Omega }.

Der Begriff der Leuchtdichte {\displaystyle L_{\mathrm {v} }} kombiniert beides und beschreibt auf diese Weise sowohl die Orts- als auch die Richtungsabhängigkeit des abgegebenen Lichtstroms:
{\displaystyle L_{\mathrm {v} }={\frac {\mathrm {d} ^{2}\Phi _{\mathrm {v} }}{\mathrm {d} A\cos(\beta )\cdot \mathrm {d} \Omega }}}
{\displaystyle \beta } ist hierbei der Winkel zwischen Abstrahlrichtung und Flächennormale, die senkrecht auf dem Flächenelement {\displaystyle \mathrm {d} A} steht. Im Fall einer gleichmäßig leuchtenden ebenen Fläche {\displaystyle A} mit gleichmäßiger Lichtstärke in den Raumwinkel {\displaystyle \Omega } vereinfacht sich diese Gleichung zu
{\displaystyle L_{\mathrm {v} }\,=\,{\frac {I_{\mathrm {v} }}{A\ \cos(\beta )}}\,=\,{\frac {\Phi _{\mathrm {v} }}{A\ \cos(\beta )\cdot \Omega }}}.
Der Faktor {\displaystyle 1/\cos(\beta )} wird hinzugefügt, weil das abstrahlende Flächenelement {\displaystyle \mathrm {d} A} um diesen Faktor verkürzt erscheint, der unter dem Polarwinkel {\displaystyle \beta } abgegebene Lichtstrom also um den Faktor {\displaystyle \cos(\beta )} geringer ist als der senkrecht abgegebene Lichtstrom. Die Division durch {\displaystyle \cos(\beta )} rechnet diesen geometrischen Effekt heraus, so dass in der Leuchtdichte nur noch eine eventuelle physikalische Richtungsabhängigkeit aufgrund der Oberflächeneigenschaften (z. B. dem Leuchtdichtekoeffizient) übrig bleibt.
Für die Definition der Leuchtdichte ist es unerheblich, ob es sich bei dem vom Flächenelement abgegebenen Licht um (thermische oder nichtthermische) Eigenemission, um transmittiertes oder reflektiertes Licht oder eine Kombination daraus handelt.
Die Leuchtdichte ist an jedem Punkt des Raumes definiert, an dem Licht vorhanden ist. Man denke sich anstelle eines Licht abstrahlenden Oberflächenelements gegebenenfalls ein fiktives von Licht durchstrahltes Flächenelement im Raum.

## Maßeinheiten
Die SI-Einheit der Leuchtdichte ist Candela pro Quadratmeter (cd/m²).
Im englischsprachigen Raum, vor allem in den USA, wird dafür auch die Bezeichnung Nit (Einheitenzeichen nt, von lateinisch nitere = „glänzen“, Mehrzahl Nits) verwendet: 1 nt = 1 cd/m². Das Nit ist in der Europäischen Union und der Schweiz keine gesetzliche Einheit.
Weitere Einheiten sind:
- Stilb: 1 sb = 1 cd/cm² = 10.000 cd/m² (cgs-Einheit)
- Apostilb: 1 asb = 1 blondel = 1/π × 10−4 sb = 1/π cd/m²
- Lambert: 1 L = 1 la = 104/π cd/m² ≈ 3183 cd/m² (in den USA noch gebräuchlich)
- Footlambert: 1 fL = 1/π cd/ft² ≈ 3,426 cd/m²

## Typische Werte

### Empfindlichkeit der Augen
Der Beobachter nimmt die Leuchtdichten der ihn umgebenden Flächen unmittelbar als deren Flächenhelligkeiten wahr. Aufgrund der Anpassungsfähigkeit des Auges können die wahrnehmbaren Leuchtdichten zahlreiche Größenordnungen überstreichen. Das menschliche Auge hat zwei Arten von Sinneszellen: die besonders lichtempfindlichen Stäbchen und die farbempfindlichen Zapfen.
- Bei ca. 3e-6 cd/m² liegt die Sehschwelle. Ab dieser Leuchtdichte ist Lichtwahrnehmung mit den Stäbchen (Nachtsehen) möglich.
- Ab 3…30 · 10−3 cd/m² tragen auch die Zapfen zum Seheindruck bei.
- Ab 3…30 cd/m² spielt der Beitrag der Stäbchen keine Rolle mehr (reines Tagesehen).
- Ab 105…106 cd/m² tritt Sättigung der Zapfen (Blendung) auf.

Die angegebenen Werte schwanken von Mensch zu Mensch und sind auch von der Wellenlänge des Lichts abhängig.

### Lichtquellen
| Leuchtdichte (cd/m²)       | Leuchtdichte (cd/m²) |
| -------------------------- | -------------------- |
| bewölkter Nachthimmel      | 10−6…10−4            |
| sternklarer Nachthimmel    | 0,001                |
| Nachthimmel bei Vollmond   | 0,1                  |
| mittlerer bedeckter Himmel | 2.000                |
| Oberfläche des Mondes      | 2.500                |
| mittlerer klarer Himmel    | 8.000                |
| Sonnenscheibe am Horizont  | 6e5                  |
| Sonnenscheibe am Mittag    | 1600e6               |

| Leuchtdichte (cd/m²)          | Leuchtdichte (cd/m²) |
| ----------------------------- | -------------------- |
| Elektrolumineszenz-Folie      | 30…200               |
| T8 Fluoreszenzröhre, kaltweiß | 11.000               |
| matte 60-W-Glühlampe          | 120.000              |
| Natriumdampflampe             | 500.000              |
| Schwarzer Strahler bei 2045 K | 600.000              |
| Draht einer Halogenlampe      | 20… 30e6             |
| weiße LED                     | 50e6                 |
| Xenon-Gasentladungslampe      | 5000e6               |

| Leuchtdichte (cd/m²)   | Leuchtdichte (cd/m²) |
| ---------------------- | -------------------- |
| Röhrenmonitor: schwarz | teilweise < 0,01     |
| LCD: schwarz           | 0,15…0,8             |
| Röhrenmonitor: weiß    | 80…200               |
| LCD: weiß              | 150…500              |
| LED Outdoor Videowall  | 5.000…7.500          |

## Lambertscher Strahler
Mit der oben genannten Definition {\textstyle L_{\mathrm {v} }=\mathrm {d} ^{2}\Phi _{\mathrm {v} }/(\mathrm {d} A\cos(\beta )\cdot \mathrm {d} \Omega )} kann man umgekehrt den Lichtstrom berechnen, der von einer Abstrahlfläche emittiert wird:
{\displaystyle \Phi _{\mathrm {v} }=\int _{\Omega }\int _{A}L_{\mathrm {v} }(\beta ,\varphi ,x,y)\cdot \cos(\beta )\mathrm {d} A\cdot \mathrm {d} \Omega \,}.
Da {\displaystyle L_{\mathrm {v} }} im Allgemeinen vom Ort {\displaystyle x,y} auf der Leuchtfläche und von den überstrichenen Richtungen {\displaystyle \beta } und {\displaystyle \varphi } abhängen kann, ergibt sich unter Umständen ein sehr kompliziertes Integral.
Eine wesentliche Vereinfachung tritt ein, wenn die Oberfläche von allen Stellen in alle Richtungen dieselbe Leuchtdichte {\displaystyle L_{\mathrm {v} }=\mathrm {const.} } abgibt. Einen solchen Körper nennt man diffusen Strahler oder lambertschen Strahler.
Ein Beispiel für eine diffus leuchtende Fläche ist ein beleuchtetes Blatt Papier. Dass das Papier diffus strahlt, also in alle Richtungen dieselbe Leuchtdichte abgibt, bedeutet für den Betrachter, dass es aus allen Richtungen betrachtet dieselbe Flächenhelligkeit aufweist. Da es aber bei schräger Betrachtung um den Projektionsfaktor {\displaystyle \cos \beta } verkürzt erscheint (also einen kleineren Raumwinkel einnimmt) erreicht den Betrachter trotz gleich gebliebener Flächenhelligkeit eine geringere Lichtmenge: die Lichtstärke in dieser Richtung ist geringer.
Der von einem lambertschen Strahler in eine bestimmte Richtung abgegebene Lichtstrom {\displaystyle \Phi _{\mathrm {v} }} variiert nur noch mit dem Cosinus des Abstrahlwinkels {\displaystyle \cos \beta }, und das Integral ist einfach:
{\displaystyle \Phi _{\mathrm {v} }=A\cdot L_{\mathrm {v} }\int _{\Omega }\cos(\beta )\ \mathrm {d} \,\Omega }.
Dieses verbleibende Integral hängt nur noch von der Gestalt und Lage des Raumwinkels {\displaystyle \Omega } ab und kann unabhängig von {\displaystyle L_{\mathrm {v} }} gelöst werden. Auf diese Weise können nur von der Sender- und Empfängergeometrie abhängige allgemeine Sichtfaktoren ermittelt und fertig tabelliert werden.
Wird beispielsweise die Lichtausstrahlung in den gesamten von der Leuchtfläche überblickten Halbraum betrachtet, so ergibt sich für das Integral der Wert {\textstyle \int _{\cap }\cos(\beta )\ \mathrm {d} \,\Omega =\pi } und der Lichtstrom in den gesamten Halbraum beträgt
{\displaystyle \Phi _{\mathrm {v} }=\pi \,A\,L_{\mathrm {v} }\,}.
Die spezifische Lichtausstrahlung ist dann entsprechend
{\displaystyle M_{\mathrm {v} }=\pi L_{\mathrm {v} }\,}.
Beispiel: Wenn ein Bildschirm mit der Leuchtdichte 200 cd/m² und der Fläche 0,6 m² die Eigenschaften eines lambertschen Strahlers hat, hat er eine spezifische Lichtausstrahlung von 200π lm/m² und emittiert einen Lichtstrom von 120π lm.

## Photometrisches Grundgesetz
Das Photometrische Grundgesetz (auch: „radiometrisches und photometrisches Grundgesetz“) beschreibt den Lichtaustausch zwischen zwei Flächen. Die Leuchtdichte ist hier eine zentrale Größe.

### Lichtausstrahlung

Zwei Flächen als gegenseitige Strahlungspartner im photometrischen Grundgesetz

Betrachtet man ein Flächenelement {\displaystyle \mathrm {d} A_{1}}, welches mit der Leuchtdichte {\displaystyle L_{1}} ein im Abstand {\displaystyle r} befindliches Flächenelement {\displaystyle \mathrm {d} A_{2}} beleuchtet, so spannt {\displaystyle \mathrm {d} A_{2}} von {\displaystyle \mathrm {d} A_{1}} aus betrachtet den Raumwinkel {\displaystyle \mathrm {d} \Omega _{2}=\cos(\beta _{2})\mathrm {d} A_{2}/r^{2}} auf, und aus der ersten Gleichung im vorigen Abschnitt folgt:
{\displaystyle \mathrm {d} ^{2}\Phi _{1\rightarrow 2}=L_{1}\cdot \cos(\beta _{1})\,\mathrm {d} A_{1}\,\mathrm {d} \Omega _{2}={\frac {L_{1}\cdot \cos(\beta _{1})\,\cos(\beta _{2})\,\mathrm {d} A_{1}\,\mathrm {d} A_{2}}{r^{2}}}}
Dabei sind {\displaystyle \beta _{1}} und {\displaystyle \beta _{2}} die Neigungswinkel der Flächenelemente gegen die gemeinsame Verbindungslinie.
Dies ist das photometrische Grundgesetz. Durch Integration über die beiden Flächen ergibt sich der insgesamt von Fläche 1 nach Fläche 2 fließende Lichtstrom {\displaystyle \Phi _{1\rightarrow 2}}.

### Lichteinstrahlung
Die Beleuchtungsdichte {\displaystyle K} ist analog zur Leuchtdichte, jedoch für den Einstrahlungsfall definiert. Sie gibt an, welcher Lichtstrom {\displaystyle \mathrm {d} ^{2}\Phi } aus der durch den Polarwinkel {\displaystyle \beta } und den Azimutwinkel {\displaystyle \varphi } gegebenen Richtung pro projiziertem Flächenelement {\displaystyle \cos(\beta )\mathrm {d} A} und pro Raumwinkelelement {\displaystyle \mathrm {d} \Omega } empfangen wird. Die bisher abgeleiteten Gleichungen gelten analog. Insbesondere gilt für den auf Flächenelement {\displaystyle \mathrm {d} A_{2}} empfangenen, von {\displaystyle \mathrm {d} A_{1}} abgegebenen Lichtstrom:
{\displaystyle \mathrm {d} ^{2}\Phi _{2\leftarrow 1}=K_{2}\cdot \cos(\beta _{2})\,\mathrm {d} A_{2}\,\mathrm {d} \Omega _{1}={\frac {K_{2}\cdot \cos(\beta _{1})\,\cos(\beta _{2})\,\mathrm {d} A_{1}\,\mathrm {d} A_{2}}{r^{2}}}}
wobei diesmal der von {\displaystyle \mathrm {d} A_{1}} aufgespannte Raumwinkel {\displaystyle \mathrm {d} \Omega _{1}=\cos(\beta _{1})\mathrm {d} A_{1}/r^{2}} auftritt.

### Folgerung
Der von {\displaystyle \mathrm {d} A_{1}} nach {\displaystyle \mathrm {d} A_{2}} ausgesandte und der auf {\displaystyle \mathrm {d} A_{2}} von {\displaystyle \mathrm {d} A_{1}} empfangene Lichtstrom müssen identisch sein (sofern nicht in einem zwischen den Flächen liegenden Medium Licht durch Absorption oder Streuung verloren geht), und aus dem Vergleich der beiden Gleichungen folgt:
{\displaystyle \mathrm {d} ^{2}\Phi _{1\rightarrow 2}=\mathrm {d} ^{2}\Phi _{2\leftarrow 1}\ \Leftrightarrow \ L_{1}=K_{2}}
Die von Flächenelement {\displaystyle \mathrm {d} A_{1}} ausgesandte Leuchtdichte ist identisch mit der auf Flächenelement {\displaystyle \mathrm {d} A_{2}} eintreffenden Beleuchtungsdichte.
Man beachte also, dass die Leuchtdichte nicht mit dem Abstand abnimmt. Bei einer optischen Abbildung hat demzufolge jeder Bildpunkt die gleiche Leuchtdichte wie der entsprechende Objektpunkt.
Der gesamte übertragene Lichtstrom {\displaystyle \Phi _{1\rightarrow 2}} bzw. {\displaystyle \Phi _{2\rightarrow 1}} nimmt hingegen wie erwartet mit dem Quadrat des Abstandes ab (aufgrund des Faktors {\displaystyle r^{2}} im Nenner beider Gleichungen), dies liegt daran, dass der von der Senderfläche aufgespannte Raumwinkel aus Sicht der Empfängerfläche quadratisch mit dem Abstand abnimmt.
Beispiel: Vergleicht man eine nahe Plakatwand mit einer identisch beleuchteten weiter entfernten, so erscheinen beide gleich „hell“ (sie haben eine abstandsunabhängige und daher in beiden Fällen identische Leuchtdichte). Die nähere Wand nimmt aber für den Beobachter einen größeren Raumwinkel ein, so dass den Beobachter aus diesem größeren Raumwinkel insgesamt ein größerer Lichtstrom erreicht. Die nähere Wand erzeugt eine größere Beleuchtungsstärke beim Beobachter (photometrisches Entfernungsgesetz).
Wird die Beleuchtungsdichte {\displaystyle K} über den Raumwinkel integriert, aus dem sie stammt, so ergibt sich die Beleuchtungsstärke genannte Einstrahl-Lichtstromflächendichte {\displaystyle E} auf der Empfängerfläche in lm/m². Falls die in eine bestimmte Richtung abgegebene Leuchtdichte der Senderfläche bekannt ist, so ist damit sofort auch die mit ihr identische aus derselben Richtung stammende Beleuchtungsdichte der Empfängerfläche bekannt und die Beleuchtungsstärke auf der Empfängerfläche kann aus der Leuchtdichteverteilung der Senderfläche sofort berechnet werden:
{\displaystyle E={\frac {\mathrm {d} \Phi }{\mathrm {d} A}}=\int _{\Omega }K(\beta ,\varphi )\cdot \cos(\beta )\cdot \mathrm {d} \Omega =\int _{\Omega }L(\beta ,\varphi )\cdot \cos(\beta )\cdot \mathrm {d} \Omega }
Beispiel: Die Sonne hat eine Leuchtdichte von L1 ≈ 1,5·109 cd/m² und erscheint von der Erde aus gesehen unter einem Raumwinkel Ω = 6,8·10−5 sr. Da dieser Raumwinkel klein ist, kann man die Integration über den von der Sonnenscheibe eingenommenen Raumwinkel auf eine Multiplikation mit dem Raumwinkel reduzieren. Wenn im Sommer die Sonne auf 60° Höhe (also 30° von Zenit abweichend) steht, wird die Erde demnach mit E2 = L1 · Ω ·cos(30°) = 89 000 lx bestrahlt.

## Radiometrische und photometrische Größen im Vergleich
| radiometrische Größe                                                | Symbol a)                            | SI-Einheit | Beschreibung                                                    | photometrische Entsprechung b)                  | Symbol                               | SI-Einheit           |
| Strahlungsfluss Strahlungsleistung, radiant flux, radiant power     | {\displaystyle \Phi _{\mathrm {e} }} | W (Watt)   | Strahlungsenergie durch Zeit                                    | Lichtstrom luminous flux                        | {\displaystyle \Phi _{\mathrm {v} }} | lm (Lumen)           |
| Strahlstärke Strahlungsstärke, radiant intensity                    | {\displaystyle I_{\mathrm {e} }}     | W/sr       | Strahlungsfluss durch Raumwinkel                                | Lichtstärke luminous intensity                  | {\displaystyle I_{\mathrm {v} }}     | cd = lm/sr (Candela) |
| Bestrahlungsstärke irradiance                                       | {\displaystyle E_{\mathrm {e} }}     | W/m2       | Strahlungsfluss durch Empfängerfläche                           | Beleuchtungsstärke illuminance                  | {\displaystyle E_{\mathrm {v} }}     | lx = lm/m2 (Lux)     |
| Spezifische Ausstrahlung Ausstrahlungsstromdichte, radiant exitance | {\displaystyle M_{\mathrm {e} }}     | W/m2       | Strahlungsfluss durch Senderfläche                              | Spezifische Lichtausstrahlung luminous exitance | {\displaystyle M_{\mathrm {v} }}     | lm/m2                |
| Strahldichte Strahlungsdichte, Radianz, radiance                    | {\displaystyle L_{\mathrm {e} }}     | W/(m2sr)   | Strahlstärke durch effektive Senderfläche                       | Leuchtdichte luminance                          | {\displaystyle L_{\mathrm {v} }}     | cd/m2                |
| Strahlungsenergie Strahlungsmenge, radiant energy                   | {\displaystyle Q_{\mathrm {e} }}     | J (Joule)  | durch Strahlung übertragene Energie                             | Lichtmenge luminous energy                      | {\displaystyle Q_{\mathrm {v} }}     | lm·s                 |
| Bestrahlung Einstrahlung, radiant exposure                          | {\displaystyle H_{\mathrm {e} }}     | J/m2       | Strahlungsenergie durch Empfängerfläche                         | Belichtung luminous exposure                    | {\displaystyle H_{\mathrm {v} }}     | lx·s                 |
| Strahlungsausbeute radiant efficiency                               | {\displaystyle \eta _{\mathrm {e} }} | 1          | Strahlungsfluss durch aufgenommene (meist elektrische) Leistung | Lichtausbeute (overall) luminous efficacy       | {\displaystyle \eta _{\mathrm {v} }} | lm/W                 |